# Strebla carvalhoi
Strebla carvalhoi är en tvåvingeart som beskrevs av Graciolli 2003. Strebla carvalhoi ingår i släktet Strebla och familjen lusflugor. Inga underarter finns listade i Catalogue of Life.